# 14 tháng 10
Ngày 14 tháng 10 là ngày thứ 287 (288 trong năm nhuận) trong lịch Gregory. Còn 78 ngày trong năm.

## Sự kiện
- 982 – Da Luật Long Tự đăng cơ hoàng đế triều Liêu ở tuổi 11, tức Liêu Thánh Tông, Thái hậu Tiêu Xước nhiếp chính.
- 1066 – Tại Trận Hastings, quân lực William Nhà chinh phạt đánh bại quân đội Anh và giết Harold Godwinson, vua Anh người Anglo-Saxon cuối cùng lên ngôi.
- 1756 – Trong Chiến tranh Bảy năm, Cuộc vây hãm Pirna kết thúc với chiến thắng của quân Phổ trước quân Sachsen.
- 1758 – Thống chế Áo Leopold Joseph von Daun đánh tan quân Phổ của nhà vua Friedrich II Đại Đế trong trận đánh tại Hochkirch.
- 1926 – Cuốn sách đầu tiên kể chuyện về con gấu giả tưởng Winnie-the-Pooh của nhà văn Anh A. A. Milne được xuất bản lần thứ nhất.
- 1939 – Chiến tranh thế giới thứ hai: Tàu ngầm Đức U-47 đánh chìm tàu chiến HMS Royal Oak của Hải quân Hoàng gia Anh trong khi tàu Anh đang đậu tại cảng ở Scapa Flow thuộc Orkney, Scotland.
- 1943 – Đệ nhị Cộng hòa Philippines được thành lập trong khi Nhật Bản chiếm đóng, với tổng thống là José P. Laurel.
- 1944 – Do liên hệ với âm mưu 20 tháng 7, Thống chế Erwin Rommel của Đức bị buộc phải tự sát.
- 1949 – Nội chiến Trung Quốc: Quân Giải phóng Nhân dân Trung Quốc chiếm Quảng Châu.
- 1950 – Tổng trấn Trung phần Phan Văn Giáo đã chủ trì việc bàn giao quản lý quần đảo Hoàng Sa giữa chính phủ Pháp và chính phủ Bảo Đại
- 1952 – Chiến tranh Đông Dương: Việt Minh bắt đầu tiến hành Chiến dịch Tây Bắc chống lại quân Liên hiệp Pháp.
- 1964 – Leonid Brezhnev trở thành Tổng bí thư của Đảng Cộng sản Liên Xô trong một hội nghị diễn ra dưới sự vắng mặt của người tiền nhiệm Nikita Khrushchev.
- 1973 – Đối diện với phong trào phản đối chính phủ của sinh viên Thái Lan, chính phủ quân sự của Thanom Kittikachorn từ chức.

## Sinh
- 1633 – Vua James II của nước Anh
- 1644 – William Penn, nhà đầu tư bất động sản, nhà triết học và là người sáng lập nên bang Pennsylvania
- 1809 – Nicolas Liez, họa sĩ người Pháp
- 1890 – Dwight David Eisenhower, Tổng thống thứ 34 của Hoa Kỳ
- 1906 – Hannah Arendt, triết gia người Đức gốc Do Thái (về sau bà đã trở thành công dân Mỹ)
- 1928 – Gary Graffman, nghệ sĩ đàn piano người Hoa Kỳ
- 1950 – Sheila Young, VĐV trượt Patin người Hoa Kỳ
- 1952 – Nguyễn Văn Thạc, liệt sĩ, nhà văn người Việt Nam
- 1956 – Gabriela von Hasburg, nghệ sĩ điêu khắc người Luxembourg
- 1960 – Phan Văn Giang, Đại tướng Quân đội nhân dân Việt Nam, Phó Bí thư Quân ủy Trung ương, Bộ trưởng Bộ Quốc phòng Việt Nam.
- 1961 – Brian Lewis, cầu thủ bóng đá người Anh
- 1965 – Karyn White, nữ ca sĩ người Mỹ
- 1973 – George Floyd (m. 2020)
- 1974 – Lam Trường, ca sĩ người Việt Nam gốc Hoa
- 1985 – Nguyễn Anh Đức, cầu thủ bóng đá người Việt Nam
- 1992 – Ahmed Musa, cầu thủ bóng đá người Nigeria

## Mất
- 1944 – Erwin Rommel, Thống chế Đức (s. 1891)
- 1970 – Nữ sĩ Cao Ngọc Anh mất tại Sài Gòn
- 2018 – Song Ngọc, nhạc sĩ, ca sĩ người Mỹ gốc Việt (Sinh 1943)
- 2019 – Sulli, ca sĩ, diễn viên, người mẫu Hàn Quốc (sinh 1994).

## Những ngày lễ và kỉ niệm
- Ngày Tiêu chuẩn Thế giới
- Ngày bảo vệ Ukraina
- Ngày Năm mới trong Lịch Hồi giáo
- Ngày thành lập Hội nông dân Việt Nam (1930)
- Ngày thành lập Đài Phát thanh - Truyền hình Hà Nội (1954)
- Ngày thành lập tỉnh Thái Bình.[cần dẫn nguồn]